# Gałęzów (gromada)
Gałęzów – dawna gromada, czyli najmniejsza jednostka podziału terytorialnego Polskiej Rzeczypospolitej Ludowej w latach 1954–1972.
Gromady, z gromadzkimi radami narodowymi (GRN) jako organami władzy najniższego stopnia na wsi, funkcjonowały od reformy reorganizującej administrację wiejską przeprowadzonej jesienią 1954 do momentu ich zniesienia z dniem 1 stycznia 1973, tym samym wypierając organizację gminną w latach 1954–1972.
Gromadę Gałęzów z siedzibą GRN w Gałęzowie utworzono – jako jedną z 8759 gromad na obszarze Polski – w powiecie lubelskim w woj. lubelskim na mocy uchwały nr 12 WRN w Lublinie z dnia 5 października 1954. W skład jednostki weszły obszary dotychczasowych gromad Gałęzów wieś, Gałęzów kol. Nr 1, Gałęzów kol. Nr 2, Wola Gałęzowska wieś, Wola Gałęzowska kol., Zaraszów wieś i Zaraszów kol. ze zniesionej gminy Bychawa w tymże powiecie. Dla gromady ustalono 27 członków gromadzkiej rady narodowej.
1 stycznia 1956 gromada weszła w skład nowo utworzonego powiatu bychawskiego w tymże województwie.
1 stycznia 1958 z gromady Gałęzów wyłączono kolonię Kowersk, włączając ją do gromady Rudnik w tymże powiecie; do gromady Gałęzów włączono natomiast kolonię Leśniczówka ze znoszonej gromady Bychawa tamże.
1 stycznia 1969 do gromady Gałęzów włączono obszar zniesionej gromady Stara Wieś w tymże powiecie.
Gromada przetrwała do końca 1972 roku, czyli do kolejnej reformy gminnej.